# Barclayaceae
Barclayaceae is een botanische naam, voor een familie van tweezaadlobbige planten. Een familie onder deze naam wordt vrij zelden erkend door systemen van plantentaxonomie, en inderdaad ook niet door het APG-systeem (1998) of het APG II-systeem (2003).
Zo'n familie wordt wel erkend door het Cronquist-systeem (1981), geplaatst in de orde Nymphaeales.
Het gaat om een heel kleine familie, van hooguit enkele soorten, in één genus, Barclaya. Meestal wordt dit ingedeeld in de waterleliefamilie (Nymphaeaceae).